# Saudrenne (Antenne)
Die Saudrenne ist ein kleiner Fluss im Südwesten von Frankreich, der im Département Charente-Maritime der Region Nouvelle-Aquitaine nordöstlich der Stadt Saintes verläuft.

## Geografie

### Verlauf
Die Saudrenne entspringt im nordöstlichen Gemeindegebiet von Bagnizeau, entwässert im Oberlauf nach Südwest, schwenkt dann in südliche Richtung, durchquert die Landschaft Saintonge und mündet nach rund 19 Kilometern an der Gemeindegrenze von Courcerac und Prignac als rechter Nebenfluss in die Antenne.

### Orte am Fluss
(Reihenfolge in Fließrichtung)
- Le Roty, Gemeinde Gibourne
- Le Grand Esset, Gemeinde La Brousse
- Reignier, Gemeinde La Brousse
- Le Treuil, Gemeinde Aumagne
- La Grange à Robin, Gemeinde Aumagne
- Le Pitoreau, Gemeinde Blanzac-lès-Matha
- Chez Cornet, Gemeinde Aujac
- Chez Gaudin, Gemeinde Aujac
- Bardon, Gemeinde Courcerac